# Moulin des Jésuites

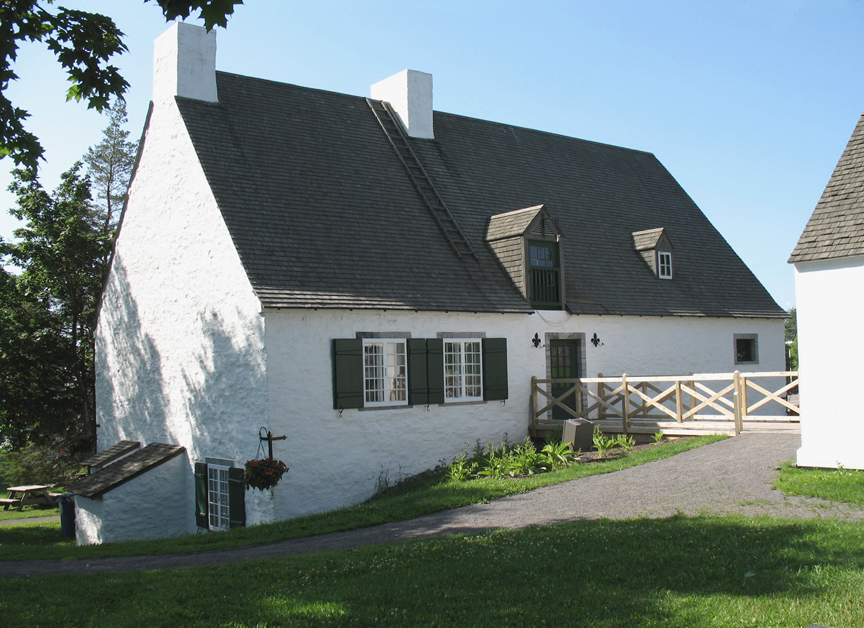
Moulin des Jésuites, 1742

Le moulin des Jésuites de Charlesbourg est un ancien moulin à eau situé à Québec, à l’est du site patrimonial de Charlesbourg (Trait-Carré) sur la seigneurie de Notre-Dame-des-Anges. Faisant partie d'une série de six moulins, l'édifice en pierre fut construit par les Jésuites en 1742. La rivière des Commissaires qui alimentait le moulin coulait à 1,5 kilomètre au nord. Elle a été détournée à bras d'hommes d'où l'expression "amener l'eau au moulin".
Le Moulin des Jésuites a connu plusieurs propriétaires au cours de son histoire. Avant 1854, le meunier était simplement locataire du moulin et l'habitait avec sa famille. À partir de 1854 et l'abolition du système seigneurial, le moulin devint une propriété privée. Le dernier propriétaire, Philippe Lefebvre, est forgeron. Il cesse de faire de la farine en 1940. 
Aujourd'hui, le moulin abrite un musée d'histoire pour enfants. Clés en main, les visiteurs découvrent l'histoire de l'ancien moulin à farine et du Trait-Carré. Le musée offre des activités familiales comme, entre autres, la fabrication de pain. Il compte parmi les derniers moulins à eau du Québec.

## Identification
- Nom du bâtiment : Moulin des Jésuites
- Adresse civique : 7960, boulevard Henri-Bourassa (angle du boulevard Louis-XIV)
- Ville : Québec
- Propriété : Acquisition en 1982 par la Ville de Charlesbourg (Aujourd'hui Québec)
- Site internet : https://www.moulindesjesuites.org/

## Construction
- Date de construction : 1742
- Nom du propriétaire initial : les Jésuites

## Chronologie
- Évolution du bâtiment : Moulin à farine, manufacture d’allumettes, boutique de forge, atelier de charron, boutique d’instruments aratoires et fabrique de fer ornemental.
- Transformations majeures : modification du toit en 1940, restauration (retour à la forme originale) en 1990-1992.

## Mise en valeur
- Site d'origine : Oui

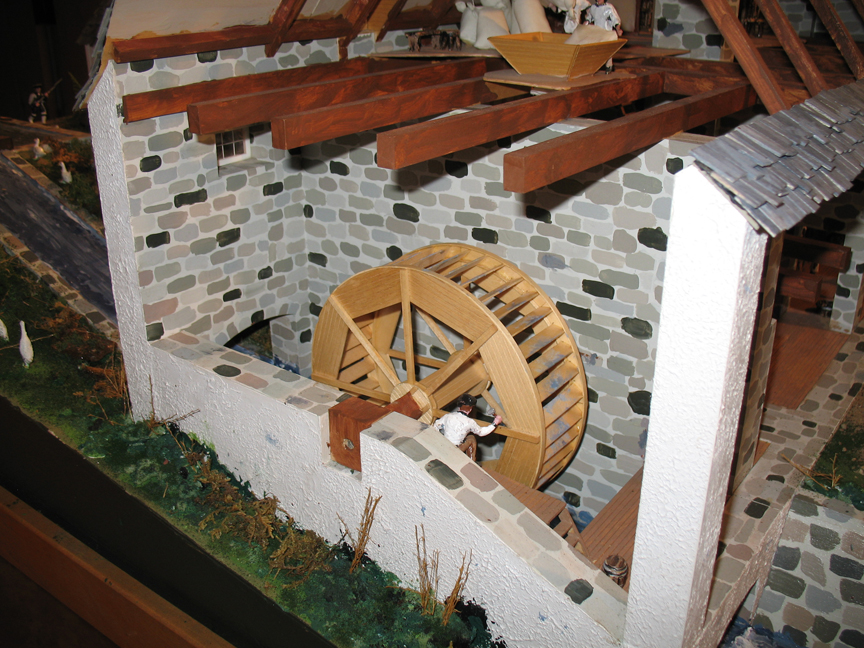
Maquette de la roue à aubes du moulin.
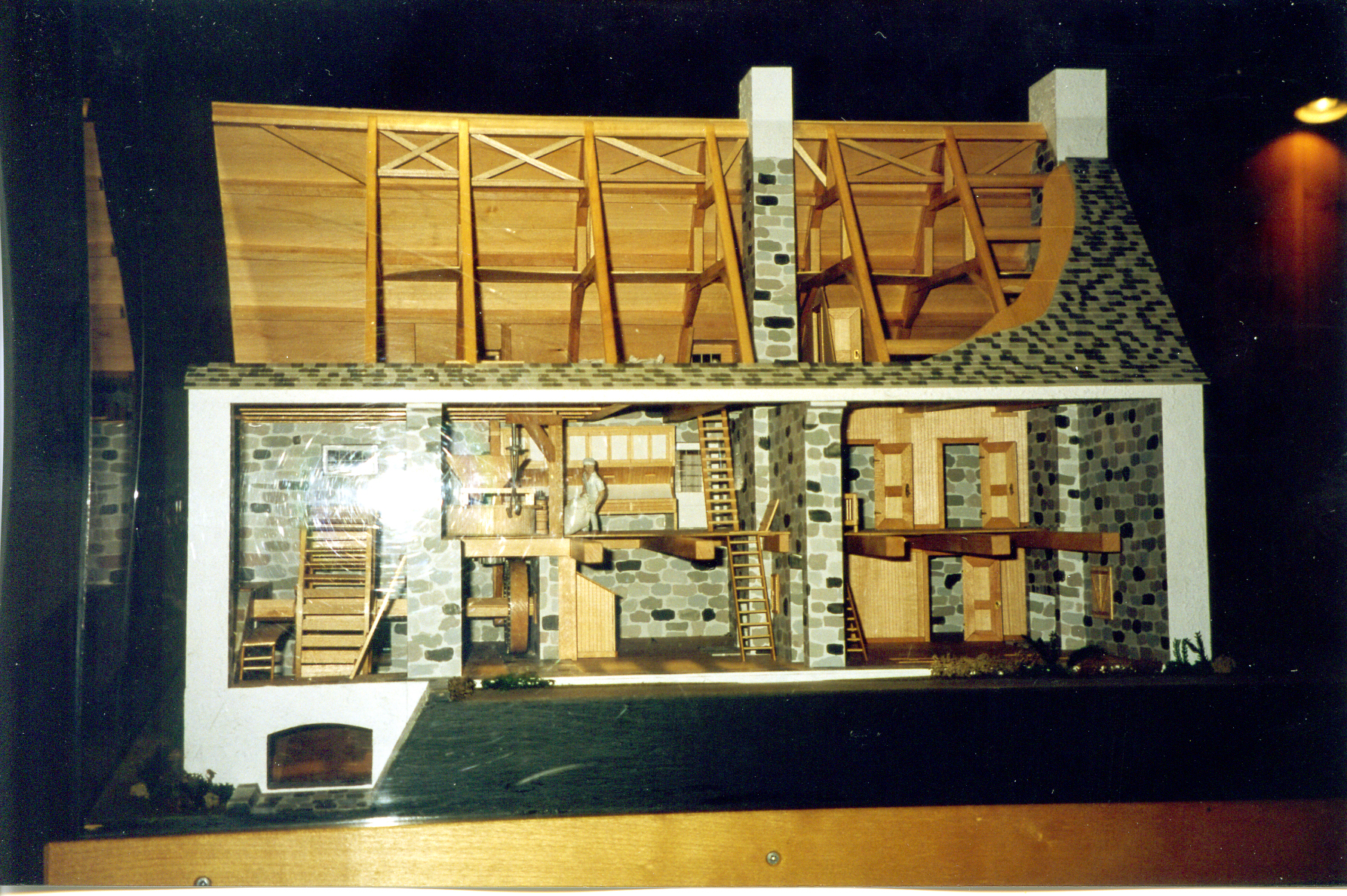
Maquette du moulin
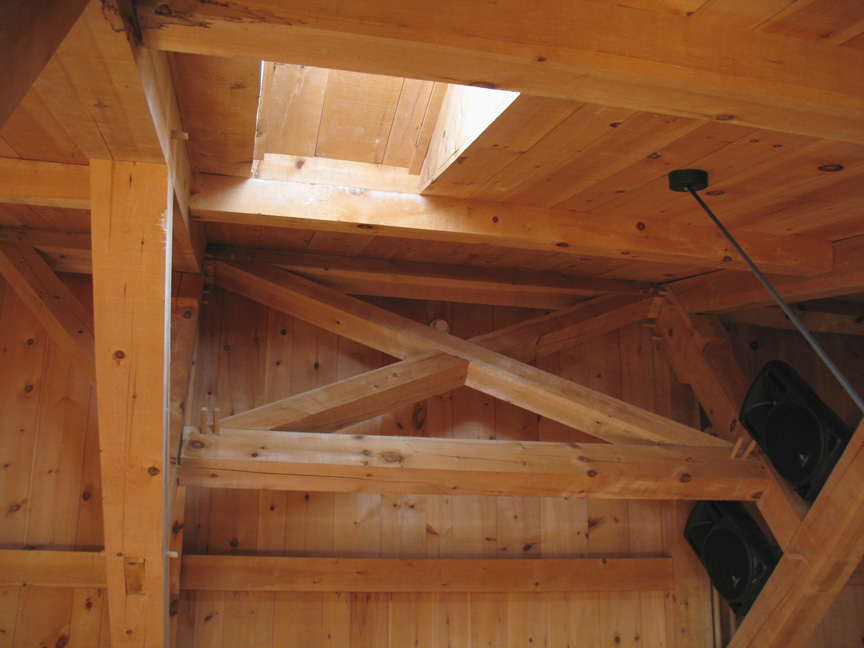
Croix de saint André dans la charpente du moulin.

Edgar Gariépy, Moulin des Jésuites, 1927

## Note
Le plan de cet article a été tiré du Grand répertoire du patrimoine bâti de Montréal et de l'Inventaire des lieux de mémoire de la Nouvelle-France.